# Amy Harvey
Amy Harvey (ハーヴィー 瑛美 Hāvī Eimi?, Tokio, 18 de diciembre de 2002), también conocida monónimamente como Harvey, es una cantante, rapera y modelo japonesa. Harvey comenzó su carrera como modelo tras convertirse en una de las seis ganadoras de Tokyo Girls Audition en 2016. Después de eso, ha modelo para revistas japonesas como Love Berry, Nylon Japan, ViVi y Vogue Girl Japan. Ella debutó como miembro del grupo femenino japonés XG en 2022.

## Biografía
Amy Harvey nació de padre australiano y madre japonesa. Ella es hija única. Cuando estaba en quinto grado, fue porrista; en su primer año de secundaria, decidió cambiar al baile hip-hop con aspiraciones de convertirse en rapera. Ese mismo año, por sugerencia de su madre e inspirada por Miranda Kerr, Harvey decidió dedicarse al modelaje, y estudió varias revistas de moda del extranjero que le daba su madre. Más tarde, Harvey fue descubierta en una competición de baile en la que participó.

## Carrera
En 2016, a la edad de 13 años, Harvey participó en la Tokyo Girls Audition, una audición de modelos organizada por Tokyo Girls Collection, Avex Group y Ameba. Ella ganó el concurso junto con otras cinco finalistas. Durante la audición, recibió premios de las revistas Soup, Nylon Japan, Bea's Up, Popteen y Love Berry, ganando la mayor cantidad de premios sobre las otras finalistas. Después del evento, Harvey modeló para los números 4 y 5 de Love Berry y para el número de noviembre de 2016 de ViVi.  Harvey fue nombrada "it girl" por sus publicaciones de moda en Nylon Japan y Vogue Girl Japan.
Con aspiraciones de convertirse en cantante, Harvey anunció que se uniría a la Avex Artist Academy en 2017. En marzo de 2017, Harvey se convirtió en el rostro de la campaña de maquillaje So Good in Colors, una colaboración entre MAC Cosmetics y Vogue Japón. Harvey también modeló en varias promociones de la peluquería Shima, así como para Elle Girl y Nylon Japan. En 2018, Harvey modeló en el desfile de primavera/verano de la Semana de la Moda de Amazon en Tokio, y en el desfile de otoño/invierno de la 27.ª Colección de Tokyo Girls.
Después de 5 años de entrenamiento en Avex, el 18 de marzo de 2022, Harvey debutó como la rapera principal y subvocalista del grupo femenino japonés XG, bajo Xgalx.